# ياكوب يانتشر
ياكوب يانتشر (بالألمانية: Jakob Jantscher)‏ (مواليد 8 يناير 1989) هو لاعب كرة قدم نمساوي ، يجيد اللعب في مركز الجناح الأيسر ، ويلعب أيضًا كلاعب خط وسط مهاجم وجناح أيمن , ويلعب حاليًا لنادي لوتسيرن السويسري.

## الألقاب والإنجازات

### على مستوى الأندية

#### ريد بل زالتسبورغ
- الدوري النمساوي الممتاز: 2011–2012
- كأس النمسا: 2011–2012

#### شتورم غراتس
- كأس النمسا: 2009–2010

### الألقاب الفردية
- هداف الدوري النمساوي الممتاز 2011–12 برصيد 14 هدفًا.

## روابط خارجية
- ياكوب يانتشر على موقع الاتحاد الأوربي (الإنجليزية)
- ياكوب يانتشر على موقع اتحاد تركيا (لاعب) (الإنجليزية)
- ياكوب يانتشر على موقع قاعدة بيانات كرة القدم.إي يو (الإنجليزية)
- ياكوب يانتشر على موقع ليكيب (الفرنسية)
- ياكوب يانتشر على موقع ناشيونال فوتبول تيمز (الإنجليزية)
- ياكوب يانتشر على موقع Soccerway.com (الإنجليزية)
- ياكوب يانتشر على موقع عالم كرة القدم.نت (الإنجليزية)
- ياكوب يانتشر على موقع AS.com (الإسبانية)
- Jakob Jantscher